# Beverley-Barnes
Beverley-Barnes (Беверлі-Бернс) — з 1924 року англійський виробник автомобілів та автомобільних запчастин. Штаб-квартира розташована в місті Лондон. У 1931 році компанія припинила виробництво автомобілів.

## Заснування компанії
Автомобілі отримали свою назву від того факту, що завод, на якому вони були виготовлені, знаходився в районі Бернс міста Лондон. Приміщення цього заводу на Віллоу Авеню, 11, були використані в 1904 році під час зведення лісопильні, після того, як місцева рада надала дозвіл пану Бетту. Тут розрізали верби для виготовлення бит для крикету. З 1908 по 1912 роки будівля була розширена і використовувалася трьома орендарями: столяром Джеймсом Беттом, будівельником Дж. Ніколсом і компанією Aluminium Casting Co. Ltd. Остання компанія перемістилася з Грінока, і перебувала тут до початку війни у 1914 році, до неї приєдналася фірма Eagle Motor Mfg. Co., а до 1911 року Бетт розширив компанію як Beverley Aeroplane Works.
Протягом військових років приміщення займала фірма Lenaerts & Dolphins, яка випускала стартери для авіаційних двигунів Beardmore Tornado. Після перемир'я ця бельгійська компанія взяла на себе загальну роботу з відродження автомобільної промисловості, зокрема виготовлення деталей для перших Bentley 3-litre. У 1924 році вони вирішили використати свої дуже добре обладнані майстерні для виготовлення свого автомобіля, таким чином, з'явилися автомобілі Beverley-Barnes.

## Початок виробництва автомобілів
Керуючим директором був Енді Робертсон, колишній генеральний директор компанії Talbot. Beverley-Barnes ніколи не виготовляли інших двигунів, крім рядних восьмициліндрових. Завод був повністю обладнаний пристосуваннями, інструментами та вимірювальними приладами, а також найновішими координатно-розточувальними верстатами, які широко використовувались в автомобільній та авіаційній промисловості, не тільки для постачання деталей та готових агрегатів, двигунів, коробок передач і диференціалів, але й для встановлення і випробування двигунів, а також виробництва готових автомобілів. У компанії вважалося, що цінність такої роботи найкраще відображатиметься у автомобілях з рядними восьмициліндровими двигунами.
Саме це і зробили Beverley-Barnes. Першою моделлю в 1924 році була 4-літрова з одним розподільним валом під назвою 24/80HP. Вона стала результатом чотирьох років досліджень та експериментів, протягом яких тестове шасі проїхало близько 100 000 миль по дорогах континенту. Надією заводу, площею два акра, де під час війни були задіяні 1800 працівників і де верстати з ремінним приводом використовувалися для обробки деревини, було те, що цей багатоциліндровий автомобіль стане предметом розкоші і буде продаватися за скромні 750 фунтів стерлінгів. Насправді, до того часу, коли автомобіль пішов у виробництво, ціна шасі становила 1150 фунтів стерлінгів. Бельгійський вплив забезпечив наявність кузовів Vanden Bias на ранніх автомобілях.
Після цього автомобіля з 4-літровим рядним восьмициліндровим двигуном з'явився 5-літровий Type A2. Цей двигун мав діаметр циліндра 80 мм, як і Bentley 3-litre, для якого Beverley-Barnes виготовляли такі частини, як диференціали та блоки циліндрів. З ходом поршня 120 мм двигун видавав 90 к.с. при 2700 об/хв. Він мав колінчастий і розподільчий вали з демпферами коливань, подвійний карбюратор Zenith, а також подвійне запалювання за допомогою магнето та котушки Delco-Remy. 4-ступінчаста коробка передач мала центральні керовані важелі та карданний привод до гіпоїдного заднього диференціала. Також модель мала чотириколісну гальмівну систему Halo з 12-дюймовими барабанами та вакуумним підсилювачем, а шасі мало колісну базу, розміром 12,5 фута. У 1926 році автомобіль оснащувався шинами, розміром 895 х 135, і важив 28 хандредвейтів. На той час ціна шасі становила близько 850 фунтів стерлінгів. 18-галонний паливний бак сполучався із паливним насосом Autovac, при швидкості руху до 30 миль за годину споживання бензину становило від 15 до 16 миль/галон. Шестимісний відкритий автомобіль коштував 1150 фунтів стерлінгів, седан, який був дуже схожим на Fiat Forty, - 1350 фунтів стерлінгів, туринг "all-weather" - 1250 фунтів. Також була доступна спортивна версія автомобіля Beverley-Barnes 30/90HP за ціною 1150 фунтів стерлінгів у 1926 році.

## Припинення виробництва автомобілів. Закриття компанії

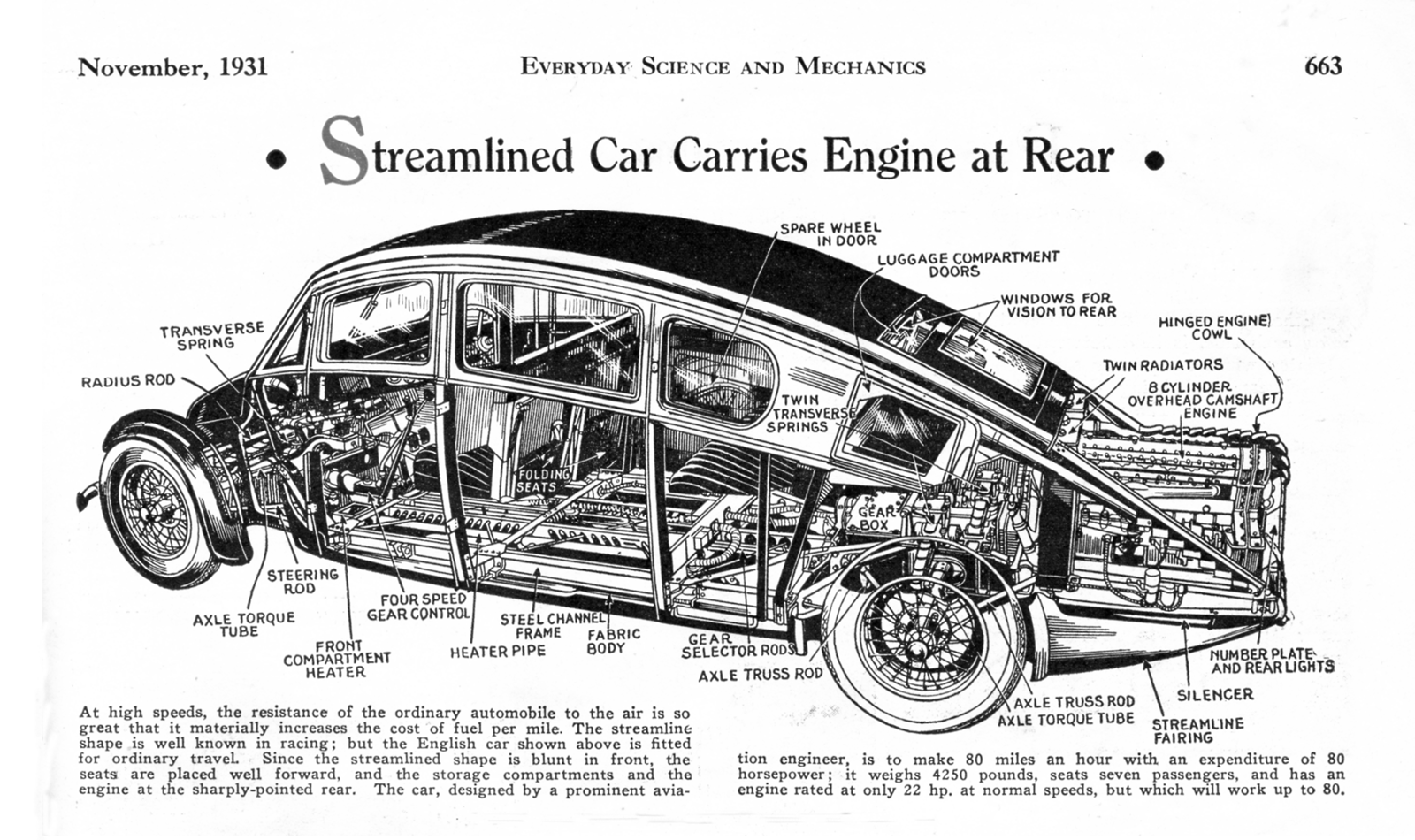
80-сильний восьмициліндровий рядний двигун Beverley-Barnes на автомобілі Burney Streamline 22/80HP

Наступного року до 4825-кубової моделі додали 2,4-літрову з рядним восьмициліндровим двигуном, що мав діаметр циліндра 60 мм. Пізніше об'єм двигуна було збільшено до 2736 см3 розточуванням на 3,5 мм. Цей двигун мав два розподільних вала. Жоден з цих автомобілів Beverley-Barnes не був проданий, а до 1931 року компанія прийняла замовлення із складання 4,5-літрових низькорамних шасі Invicta, що мали максимальну швидкість 100 км/год. Майкл Седгвік зазначав, що вони склали близько восьми шасі із загальної кількості близько 50. Beverley-Barnes були автомобілями, які рідко можна було зустріти поза автосалонами та вітринами. Навіть зниження цін на шасі та додавання спортивної моделі з наддувом 22/90HP у 1931 році не допомогло уникнути закриття компанії в тому ж році. 3-літровий двигун компанії з двома розподільними валами встановили на дев'ять автомобілів Burney Streamline із заднім розташуванням двигуна приблизно в той час, коли Beverley-Barnes припинили виробництво. Цей двигун заробив славу ненадійного, він був грубим і шумним, з поганими гальмами. Таким чином, репутація Beverley-Barnes базувалася на виготовленні лише восьмициліндрових рядних двигунів п'яти різних розмірів. Після закінчення виробництва автомобілів приміщення заводу зайняла компанія Beverley Gear Company. Вона існувала до 1934 року, після чого з'явилася компанія Joint Holding Company. Вона володіла і керувала новою групою фірм: Heatly-Gresham Ltd., Omes Ltd. та Eumuco Ltd., що виробляли електричні преси, кувальні машини тощо. Голова компанії Гаррі Грешем також був головою фірми Gresham & Craven з Манчестера, що виготовляла грязеві насоси. Сідні Ротман, що також був головою, був сином засновника сигаретної компанії Rothmans Cigarette Company. А також в управлінні компанії був Герман Арон, який разом з братом Євгеном заснував фірму з виробництва годинників Rotax/Jaeger, що була продана компанії Lucas у 1927 році. Все керівництво приїхало до Бернса з Летчуорта, тоді компанією Omes був прийнятий процес електричного нагрівання опором з Італії, який використовувався практично виключно для кування клапанів. Компанія Eumuco покинула корпорацію у 1959 році, коли була продана Ламбертону з Шотландії. У тому ж 1959 році Omes придбали фірму Faulkner's Drop-Forgings з Колнбрука. У 1973 році компанія покинула район Бернс і переїхала у Колнбрук, отримавши назву Omes-Faulkner Ltd.
Таким чином, цей лондонський завод, який побачив багато цікавих аспектів автомобільної промисловості, розпався.

## Список автомобілів Beverley-Barnes
| Модель   | Роки виробництва | Тип двигуна          | Об'єм двигуна | Колісна база |
| -------- | ---------------- | -------------------- | ------------- | ------------ |
| 24/80HP  | 1924             | 8-циліндровий рядний | 3958 см³      | 3810 мм      |
| 30/90HP  | 1925-1927        | 8-циліндровий рядний | 4825 см³      | 3810 мм      |
| 18HP     | 1927             | 8-циліндровий рядний | 2440 см³      | 3200 мм      |
| 2½-litre | 1927             | 8-циліндровий рядний | 2736 см³      | 3099–3404 мм |
| 22/90HP  | 1930             | 8-циліндровий рядний | 2956 см³      | 2946–3404 мм |